# Australian Open 2016 - Quad singolare
Dylan Alcott era il campione in carica e si è confermato tale sconfiggendo in finale David Wagner per 6-2, 6-2.

## Teste di serie
1. Dylan Alcott (campione)
2. David Wagner (finale)

## Tabellone

### Legenda
| - Q = Qualificato - WC = Wild card - LL = Lucky loser | - ALT = Alternate - SE = Special Exempt - PR = Protected Ranking | - w/o = Walkover - r = Ritirato - d = Squalificato |

### Finale
|  | Finale |              |              |   |   |  |
|  |        |              |              |   |   |  |
|  | 1      | Dylan Alcott | Dylan Alcott | 6 | 6 |  |
|  | 2      | David Wagner | David Wagner | 2 | 2 |  |

### Round Robin
|   |                  | D Alcott      | A Lapthorne   | L Sithole     | D Wagner      | RR V–P | Set V–P | Game V–P | Classifica |
| 1 | Dylan Alcott     |               | 6-0, 6-4      | 6-4, 5-7, 6-3 | 7-5, 6-1      | 3-0    | 6-1     | 37-24    | 1          |
|   | Andrew Lapthorne | 0-6, 4-6      |               | 6-2, 1-6, 0-6 | 6-2, 2-6, 6-4 | 1-2    | 3-4     | 25–38    | 3          |
|   | Lucas Sithole    | 4-6, 7-5, 3-6 | 2-6, 6-1, 6-0 |               | 2-6, 3-6      | 1–2    | 3-5     | 33-36    | 4          |
| 2 | David Wagner     | 5-7, 1-6      | 2-6, 6-2, 4-6 | 6-2, 6-3      |               | 1-2    |         | 30-32    | 2          |

La classifica viene stilata in base ai seguenti criteri: 1) Numero di vittorie; 2) Numero di partite giocate; 3) Scontri diretti (in caso di due giocatori pari merito); 4) Percentuale di set vinti o di games vinti (in caso di tre giocatori pari merito); 5) Decisione della commissione.